# Cyathea tomentosa
Cyathea tomentosa là một loài thực vật có mạch trong họ Cyatheaceae. Loài này được (Blume) Zoll. & Moritzi mô tả khoa học đầu tiên năm 1846.